# Сан-Джиллио
Сан-Джиллио (итал. San Gillio) — коммуна в Италии, располагается в регионе Пьемонт, в провинции Турин.
Население составляет 2581 человек (2008 г.), плотность населения составляет 323 чел./км². Занимает площадь 8 км². Почтовый индекс — 10040. Телефонный код — 011.
Покровителем коммуны почитается святой Эгидий (Sant’Egidio abate), празднование 1 сентября.

## Демография
Динамика населения:

## Администрация коммуны
- Официальный сайт: https://web.archive.org/web/20090504071055/http://www.comune.sangillio.to.it.comuneonline.net/home.htm